# Équipe d'Angola féminine de football
Cet article traite de l'équipe féminine. Pour l'équipe masculine, voir Équipe d'Angola de football.
Maillots
L'équipe d'Angola féminine de football est l'équipe nationale qui représente l'Angola dans les compétitions internationales de football féminin. Elle est gérée par la Fédération d'Angola de football. Son premier match officiel a lieu en 1995, durant le Championnat d'Afrique de football féminin 1995 où les Angolaises échouent en demi-finale. La seule autre apparition en phase finale du Championnat d'Afrique a lieu en 2002, où elles jouent la phase de groupes. La sélection n'a jamais participé à une phase finale de Coupe du monde ou des Jeux olympiques.